# Rogačëvo
Rogačëvo (in russo Рогачёво?) è un villaggio (posëlok) russo, nell'oblast' di Arcangelo. È situato nell'insenatura omonima sull'isola Južnyj. Dipende amministrativamente dal rajon Novaja Zemlja. 
Vi ha sede un aeroporto militare della regione di Arcangelo: una delle basi delle forze del Comando strategico congiunto «Flotta del Nord» (Объединённое стратегическое командование «Северный флот»), creato ufficialmente il 1º dicembre 2014. Dal settembre 1972 vi era di stanza il 63º reggimento dell'aviazione da caccia.

## Descrizione
Il villaggio di trova nella parte sud-orientale della penisola Gusinaja Zemlja, 12 km a nord-est dell'insediamento di Beluš'ja Guba.
Il clima nel villaggio è quello della tundra; le temperature sono molto basse. La temperatura media annuale è di -4,9°C, la precipitazione media annua è di 359 mm.